# Atyphella
Atyphella is een geslacht van kevers uit de familie glimwormen (Lampyridae). Het geslacht werd voor het eerst wetenschappelijk beschreven in 1890 door Olliff.

## Soorten
- Atyphella abdominalis (Olivier, 1886)
  - = Luciola abdominalis Olivier, 1886[2]
- Atyphella aphrogeneia (Ballantyne, 1979)
  - = Luciola aphrogeneia Ballantyne, in Ballantyne & Buck, 1979
- Atyphella atra Lea, 1921
- Atyphella brevis Lea, 1909
- Atyphella carolinae (Olivier, 1911)
  - = Magnalata carolinae E. Olivier, 1911
- Atyphella conspicua Ballantyne in Ballantyne & Lambkin, 2000
- Atyphella dalmatia Ballantyne in Ballantyne & Lambkin, 2009
- Atyphella ellioti Ballantyne in Ballantyne & Lambkin, 2000
- Atyphella flammans Olliff, 1890
- Atyphella flammulans Ballantyne in Ballantyne & Lambkin, 2000
- Atyphella guerini (Ballantyne in Ballantyne & Lambkin, 2000)
  - = Luciola guerini Laporte, 1833 (Nomen nudum)
  - = Lampyris australis Guérin-Méneville, 1838 Nec Fabricius, 1775
  - = Luciola australis Guérin-Méneville
  - = Luciola guerini Ballantyne, 1988
- Atyphella immaculata Ballantyne in Ballantyne & Lambkin, 2000
- Atyphella inconspicua (Lea, 1921)
  - = Luciola inconspicua Lea, 1921
- Atyphella kirakira Ballantyne in Ballantyne & Lambkin, 2009
- Atyphella lamingtonia Ballantyne in Ballantyne & Lambkin, 2009
- Atyphella leucura (E. Olivier, 1906)
  - = Luciola leucura Olivier, 1906
- Atyphella lewisi Ballantyne in Ballantyne & Lambkin, 2000
- Atyphella lychnus Olliff, 1890
- Atyphella monteithi Ballantyne in Ballantyne & Lambkin, 2000
- Atyphella olivieri Lea, 1915
- Atyphella palauensis Wittmer, 1958
- Atyphella rennellia (Ballantyne, 2009)
  - = Magnalata rennellia Ballantyne in Ballantyne & Lambkin, 2009
- Atyphella scabra E. Olivier, 1911
- Atyphella scintillans Olliff, 1890
- Atyphella similis Ballantyne in Ballantyne & Lambkin, 2000
- Atyphella striata (Fabricius, 1801)
  - = Luciola striata Fabricius, 1801
- Atyphella telokdalam Ballantyne, 2019[3]
- Atyphella testaceolineata Pic, 1939

### Synoniemen
- Atyphella costata (Lea, 1921) => Aquilonia costata (Lea, 1921)